# Kasteel Ter Heide

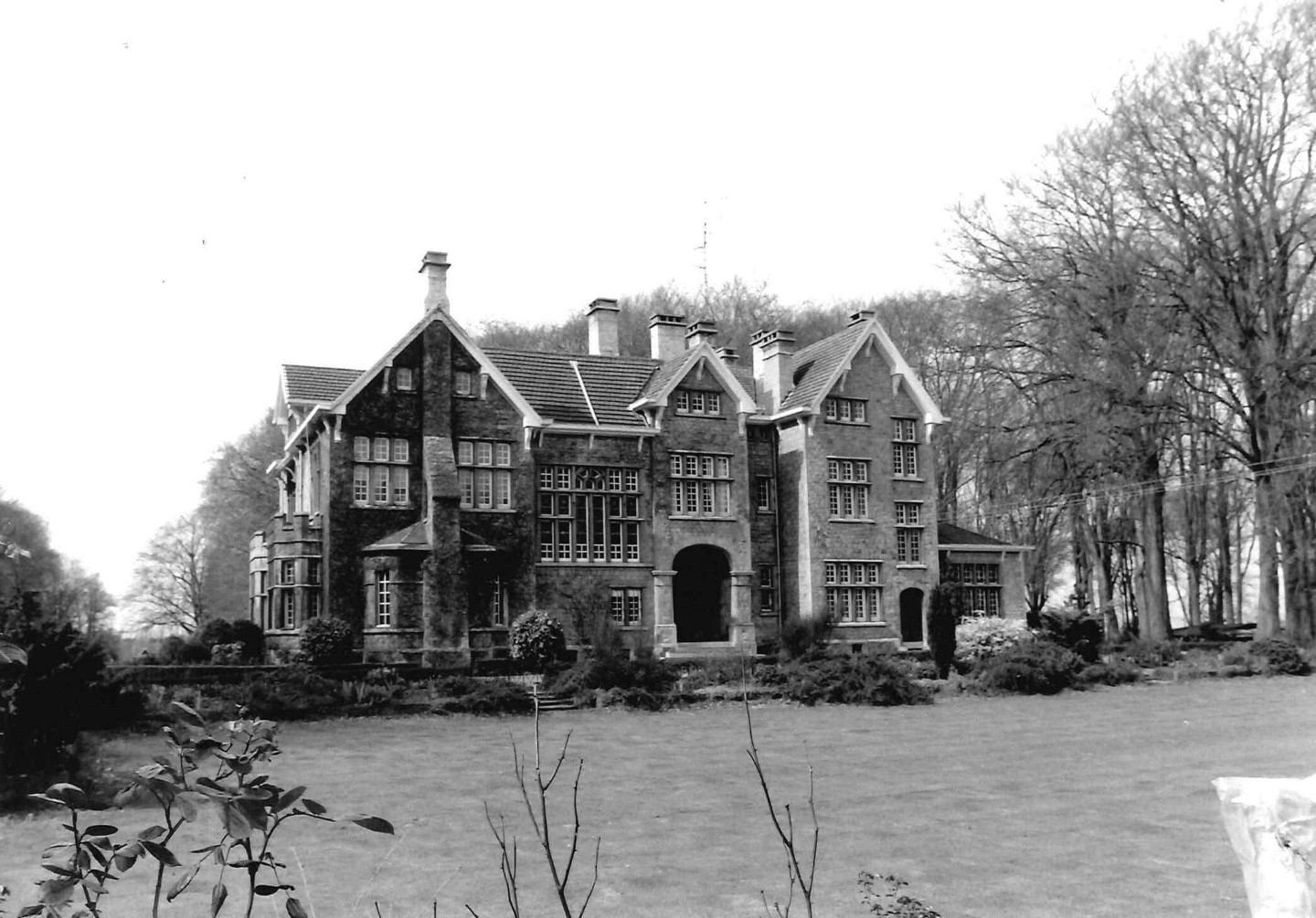
Kasteel Ter Heide

Het Kasteel Ter Heide is een kasteel in de Oost-Vlaamse plaats Merelbeke, gelegen aan de Van Laetestraat 1.

## Geschiedenis
Het kasteel, naar ontwerp van Achille Marchand werd, in opdracht van advocaat Harold Herbert Drory echtgenoot van Elisabeth Wingfield, gebouwd in 1898. Het is gelegen in een 35 ha groot park dat sinds 1975 wordt beheerd als natuurreservaat.

## Gebouw
Het gebouw is feitelijk een zeer grote villa waarvan de stijl geïnspireerd is op die van Engelse landhuizen. Het is een complex geheel met tuitgevels, in- en uitspringende delen en verticaliserende elementen.
Het interieur omvat nog originele elementen waaronder een glas-in-loodraam in art-nouveaustijl.
In het park vindt men nog een ijskelder met daarboven een tuinpaviljoen in cottagestijl.